# OstalbMobil
Die OstalbMobil GmbH (OAM) ist ein Verkehrsverbund im Ostalbkreis und koordiniert dort den öffentlichen Personennahverkehr. Gesellschafter sind jeweils zur Hälfte der Ostalbkreis und die beteiligten Verkehrsunternehmen.

## Geschichte
Die ursprünglich schon für August 2006 geplante Einführung einer landkreisweiten Fahrpreiskooperation im Ostalbkreis wurde mehrfach verschoben, zuerst wegen wettbewerbsrechtlicher Komplikationen bei der Ausschreibung von Fahrscheindruckern, danach wegen Verzögerungen bei der Entwicklung neuer Chipkarten und Lesegeräte. Der Name OstalbMobil wurde danach festgelegt.
Letztlich startete der zunächst landkreisweite Fahrpreiskooperation OstalbMobil genannte Gemeinschaftstarif zum Fahrplanwechsel am 9. Dezember 2007 als Kooperation des Ostalbkreises und aller Verkehrsunternehmen im Ostalbkreis. OstalbMobil war zunächst kein echter Verkehrsverbund, da ursprünglich keine Verbundgesellschaft bestand, sondern das Landratsamt Aalen verantwortlich war. Prinzipiell hatten die Fahrgäste im Ostalbkreis anfangs die Möglichkeit, zwischen den weiterhin bestehenden Tarifen der Vorgängerverbünde beziehungsweise dem Haustarif der Deutschen Bahn AG und dem neuen OstalbMobil-Tarif zu wählen. Auf den meisten Relationen war dabei jedoch der OstalbMobil-Tarif günstiger.
Erst mit Gründung der Verbundgesellschaft OstalbMobil GmbH am 9. Juli 2015 sowie der Unterzeichnung des Kooperationsvertrages mit dem Ostalbkreis am 23. Juli 2015 wurde die Umwandlung von einer Fahrpreiskooperation in einen echten Verkehrsverbund abgeschlossen. Dabei wurden die Tarife der folgenden beiden vorhergehenden Tarifgemeinschaften „FahrBus Ostalb“ und „Verkehrsgemeinschaft Aalen“ abgelöst.
Im Rahmen einer Umstrukturierung der OstalbMobil GmbH zu einem Mischverbund 2020 wurde der Ostalbkreis Gesellschafter mit 50 % Gesellschaftsanteil. Die Vorgängerverbünde, bis dahin noch zuständig für die Fahrplangestaltung und die Kundenkommunikation, wurden infolge dessen aufgelöst.
Jährlich nutzen circa 20 Millionen Fahrgäste den Verbundverkehr.

## Verbundtarif
Insgesamt wurden durch die Gründung von OstalbMobil alle 20 Betreiber von Buslinien sowie die DB Regio tariflich vereinigt. Im Schienenverkehr davon ausgenommen ist die InterCity-Linie 61, für die weiterhin der Tarif der DB Fernverkehr AG gilt.
In einigen Gemeinden werden auch nach der Umwandlung in einen echten Verbund weiterhin eigene Fahrkarten angeboten, die nur im Bereich der jeweiligen Gemeinde gelten; so z. B. die Umweltkarte, die innerhalb des Stadtgebietes Aalen in allen Bussen gilt. Zudem werden in Hüttlingen, Lorch und Schwäbisch Gmünd Kurzstreckenfahrscheine angeboten.
OstalbMobil gehört zum Geltungsbereich des Metropoltickets Stuttgart.

## Verbundgebiet und Tarifzonen
Das Verbundgebiet erstreckt sich über eine Fläche von 1512 Quadratkilometern und liegt damit flächenmäßig betrachtet im Mittelfeld der baden-württembergischen Verbundtarife; im Tarifgebiet leben rund 311.000 Einwohner. Es existieren 205 Tarifzonen, deren Einteilung im Wesentlichen von den Verkehrsgemeinschaften FahrBus Gmünd, Verkehrsgemeinschaft Aalen und FahrBus Ellwangen übernommen wurde. Die Zugehörigkeit der jeweiligen Teilgebiete ist anhand der unterschiedlichen Nummerngruppen der OstalbMobil-Tarifzonen gut zu erkennen. An insgesamt acht Stellen wird das OstalbMobil-Tarifgebiet durch Übergangstarifgebiete erweitert, diese bestehen nach Matzenbach (Fichtenau), Stimpfach und Bühlertann im Landkreis Schwäbisch Hall, nach Nördlingen und Dinkelsbühl in Bayern, nach Maitis und Weißenstein im Landkreis Göppingen und nach Alfdorf im Rems-Murr-Kreis.

## Gesellschafter
- Ostalbkreis
- Bahnunternehmen
  - DB Regio AG, Verkehrsbetrieb Württemberg
  - Arverio Baden-Württemberg
  - Südwestdeutsche Landesverkehrs-AG (SWEG)
- Busunternehmen
  - Severin Abt GmbH & Co. KG
  - Beck + Schubert GmbH & Co. KG
  - Betz Omnibusverkehr
  - Omnibus Dannenmann Linien- und Reiseverkehr GmbH
  - Omnibusverkehr Domhan GmbH
  - Omnibus Grötzinger GmbH
  - Heidenheimer Verkehrsgesellschaft mbH
  - Hofmann Omnibusverkehr GmbH
  - Omnibusverkehr Theodor Lang GmbH
  - OK.go MobilitätsAG
  - Friedrich Müller Omnibusunternehmen GmbH (FMO)
  - OVA-Omnibus-Verkehr Aalen Dipl.-Ing. Rau GmbH & Co. KG
  - Omnibusverkehr Göppingen Bliederhäuser GmbH & Co. KG
  - Omnibusverkehr Rühle-Gold GbR
  - Omnibus Rupp GmbH
  - Weis-Reisen GmbH

## Technik
OstalbMobil bietet den Fahrgästen ein Chipkartensystem als Zahlungsmittel an, mit dem 20 Prozent Rabatt auf Einzelfahrten gewährt werden. Sie basiert auf der VDV-Kernapplikation. Diese Karte soll zukünftig auch in den Nachbarverbunden KreisVerkehr Schwäbisch Hall und Heilbronner Verkehrsverbund eingesetzt werden können; in weiterer Zukunft in ganz Deutschland. Aufgrund dieser Vorreiterrolle beteiligt sich das Land Baden-Württemberg neben den laufenden Kosten auch an den Investitionskosten mit 1,13 Millionen Euro.

## Kritik
- Die überwiegende Beibehaltung der Alttarife führt in der Anfangszeit zu einem schwer durchschaubaren Zustand, bei welchem auf engstem Raum verschiedene Tarife direkt miteinander konkurrieren.[9] So ist beispielsweise auch bei reinen Zugfahrten ohne Umstieg zwischen Bus und Zug beziehungsweise umgekehrt mal der DB-Tarif günstiger und mal der OstalbMobil-Tarif günstiger.
- Beim OstalbMobil-Tarif wurden anfangs keine Tageskarten angeboten.[9]
- Seit dem 1. Januar 2009 gilt das Baden-Württemberg-Ticket auch in den Bussen im Ostalbkreis und ist auch dort erhältlich.[10]
- Im Rahmen des OstalbMobil-Tarifs werden keine Fahrradkarten angeboten. Nach Angaben der Deutschen Bahn[11] ist jedoch montags bis freitags ab 9 Uhr (samstags, sonntags und an Feiertagen ganztägig) auf den DB-Strecken für Inhaber von OstalbMobil- und DB-Fahrscheinen die Fahrradmitnahme kostenlos möglich, allerdings nicht auf der Strecke Rammingen–Aalen. Diese Regelung gilt auch im benachbarten Verkehrsverbund Stuttgart (VVS) sowie beim Kreisverkehr Schwäbisch Hall, sodass die kostenlose Fahrradmitnahme in Nahverkehrszügen über die Kreisgrenzen hinaus möglich ist.
- Zum benachbarten Verkehrsverbund VVS bestand bis Ende 2013 keine direkte Übergangsmöglichkeit.[9] Fahrgäste, die über die „Verbundlücke“ Waldhausen–Plüderhausen hinweg fuhren, benötigten weiterhin bis zu drei verschiedene Fahrscheine je Fahrt (ÖPNV am Startort, Zug über die Verbundgrenze, ÖPNV am Zielort). Die Einführung des OstalbMobil-Tarifs brachte dieser Kundengruppe keine Verbesserung. Erst seit dem 1. Januar 2014 besteht diese Situation durch die Erweiterung des VVS bis Lorch nicht mehr.
- Beim OstalbMobil-Tarif gibt es auf engstem Raum 205 Tarifzonen, es existieren beispielsweise Zonen, in denen nur eine einzige Bushaltestelle liegt. Bei Fahrten in den Innenbereichen der Kreisstädte Aalen, Ellwangen und Schwäbisch Gmünd sind zudem weitere Innenstadtzonen mitzuzählen.

## Weblink
- Webpräsenz von OstalbMobil